# Battaglia navale di Porto Conte
La battaglia navale di Porto Conte fu uno scontro militare avvenuto nell'agosto del 1353 tra la flotta veneziano-aragonese e quella genovese nella baia di Porto Conte (nei pressi di Alghero), nell'ambito della guerra degli Stretti.

## Casus belli
Il 15 febbraio 1353, dopo lunghe trattative, il ramo sardo dei Doria cedette Alghero alla Repubblica di Genova. Il 7 marzo la città apri le porte al nuovo procuratore ligure Fadoto Sfoglia e vennero issate le bandiere genovesi.